# Romina Küper
Romina Küper (* 1992 in Haltern am See oder Coesfeld) ist eine deutsche Schauspielerin.

## Leben
Romina Küper wuchs in Coesfeld auf und spielte zunächst in verschiedenen Vereinen, unter anderem bei der Freilichtbühne Coesfeld, wo sie beispielsweise 2009 in Peter Pan und 2010 in Hallo, lieber Gott in Hauptrollen auf der Bühne stand. Nach dem Abitur am Gymnasium Nepomucenum 2011 begann sie ein Studium der Komparatistik und Theaterwissenschaft an der Ruhr-Uni in Bochum. Später wechselte sie an die Freie Universität Berlin, wo sie Philosophie studierte. Ab 2015 besuchte sie verschiedene Schauspielseminare, unter anderem bei Frank Betzelt, Teresa Harder, Mike Bernardin, Prodromos Antoniadis und Tom Lass sowie Camera Acting bei Patrick Orth.
2016 stand sie für den 2020 veröffentlichten Film Baby Bitchka unter der Regie von Anna Maria Roznowska vor der Kamera, in dem sie an der Seite von Michael Thomas als Alex die weibliche Hauptrolle Sascha verkörperte. Weitere Hauptrollen hatte sie unter anderem in Kurzfilmen wie Goldfische mögen kein Gebrüll, Steh Still, Anfang, Postkids und Dissonanz. 2017 spielte sie am Heimathafen Neukölln die Rolle der Rosa in Klassenkampf von Constanze Behrends und stand am Ballhaus Ost in THE AE WAT auf der Bühne.
2018 war sie in der ARD-Fernsehserie In aller Freundschaft – Die jungen Ärzte in der Folge Trau Dich! in einer Episodenrolle als Olivia Carlotta May zu sehen, außerdem in der Folge Wieso strahlst du wie'n Einhorn auf Heimaturlaub? der RTL-Serie Der Lehrer. Eine durchgehende Serienrolle hatte sie in der Das-Erste-Serie Um Himmels Willen, in der sie die Novizin Sina verkörperte. 2019 war sie in Episodenrollen in den Fernsehserien Notruf Hafenkante, SOKO München und SOKO Leipzig sowie in der Titelrolle im Kurzspielfilm Malou an der Seite von Veronica Ferres zu sehen. Anfang 2020 war sie in der Folge Söhne Rostocks der Krimireihe Polizeiruf 110 als Alexandra Viegel zu sehen. In der Katie-Fforde-Verfilmung Ein Haus am Meer spielt sie die Filmtochter von Ulrike Folkerts.
In der im November 2022 erstmals ausgestrahlten ersten Staffel der ORF/Netflix-Serie Totenfrau basierend auf dem gleichnamigen Roman von Bernhard Aichner mit Anna Maria Mühe spielte sie die Rolle der Dunja.
Für den von ihr inszenierten Kurzfilm Das ist keine Figur, das ist Verrat wurde sie im April 2025 bei den Independent Days mit dem Filmpreis der Kulturstiftung der Sparkasse Karlsruhe ausgezeichnet. Ab der Folge 17 der Reihe ARD-Reihe Der Kroatien-Krimi übernahm sie die Rolle der Ermittlerin Valessa Matkovic.

## Filmografie (Auswahl)
- 2016: Jonathan
- 2016: Gleißendes Glück
- 2017: Die Beste Zeit (Kurzfilm)
- 2017: Country Girls – Geht's noch?!
- 2017: Goldfische mögen kein Gebrüll (Kurzfilm)
- 2018: In aller Freundschaft – Die jungen Ärzte – Trau Dich! (Fernsehserie)
- 2018: Der Lehrer – Wieso strahlst du wie'n Einhorn auf Heimaturlaub? (Fernsehserie)
- 2018: Milk & Honey – Konferenz der Frauen (Fernsehserie)
- 2018: Peng! (Kurzfilm)
- 2019: Notruf Hafenkante – Sechs Richtige (Fernsehserie)
- 2019: SOKO München – Isegrim (Fernsehserie)
- 2019–2021: Um Himmels Willen (Fernsehserie)
- 2019: Malou (Kurzfilm)
- 2019: Deine Farbe
- 2019: SOKO Leipzig – Der Rattenfänger (Fernsehserie)
- 2020: Polizeiruf 110: Söhne Rostocks (Fernsehreihe)
- 2020: Katie Fforde: Ein Haus am Meer (Fernsehreihe)
- 2020: Der Barcelona-Krimi – Entführte Mädchen (Fernsehreihe)
- 2020: Baby Bitchka
- 2021: Ein Fall für zwei – Advokaten und Mörder (Fernsehserie)
- 2021: Todesurteil – Nemez und Sneijder ermitteln (Fernsehfilm)
- 2021: Tonis Welt (Fernsehserie, sechs Folgen)
- 2022: Letzte Spur Berlin – Hundeleben (Fernsehserie)
- 2022: Totenfrau (Fernsehserie)
- 2022: Das Netz – Spiel am Abgrund (Fernsehserie)
- 2023: In aller Freundschaft: Hör’ auf mich! (Fernsehserie)
- 2024: Blutige Anfänger: Schiffbruch (Fernsehserie)
- 2025: Die Chefin: True Crime (Fernsehserie)
- 2024: Das ist keine Figur, das ist Verrat (Kurzfilm, Regie)

## Auszeichnungen
- 2025: Independent Days: Filmpreis der Kulturstiftung der Sparkasse Karlsruhe für Das ist keine Figur, das ist Verrat[8]